# آل إبرهارد
آل إبرهارد (بالإنجليزية: Al Eberhard)‏ مواليد 10 مايو 1952 في سيدار رابيدز، هو لاعب كرة سلة أمريكي سابق. بدأ مسيرته الاحترافية في سنة 1974. تم اختياره من قبل فريق ديترويت بيستونز خلال الدرافت. حمل الرقم 44. يبلغ طوله 6 قدم 6 بوصة (2.0 م). اعتزل اللعب في 1978.

## روابط خارجية
- آل إبرهارد على موقع إن بي أي (الإنجليزية)
- آل إبرهارد على موقع سبورتس رفرنس (الإنجليزية)
- آل إبرهارد على موقع كلية كرة السلة في سبورتس رفرنس.كوم (الإنجليزية)
- آل إبرهارد على موقع ريلجم (الإنجليزية)
- آل إبرهارد على موقع بروبوليرز (الإنجليزية)